# Edward Blake
Dominick Edward Blake (nacido el 3 de octubre de 1833 - fallecido el 1 de marzo de 1912), conocido como Edward Blake fue un político canadiense nombrado Primer ministro de Ontario de 1871 a 1872 y jefe del Partido Liberal de Canadá de 1880 a 1887. Es uno de los tres líderes federales liberales permanentes que nunca han llegado a primer ministro de Canadá; los otros son Stéphane Dion y el sucesor inmediato de este último, Michael Ignatieff. Puede decirse que ha servido en la política nacional de lo que se desarrolló como los asuntos de tres nacionalidades: canadiense, británica e irlandesa. Blake fue también el fundador, en 1856, del bufete de abogados canadiense conocido actualmente como Blake, Cassels & Graydon LLP.

## Primeros años
Blake nació en 1833, en el municipio de Adelaide, Alto Canadá (Ontario), sus padres fueron William Hume Blake y Catherine Honoria Hume, y fue edudado en Upper Canada College.
En 1856, tras colegiarse, se asoció con Stephen M. Jarvis en Toronto para ejercer la abogacía. Poco después se incorporó su hermano Samuel Hume Blake, y el bufete pasó a llamarse Blake & Blake. Hoy se conoce como Blake, Cassels & Graydon.
Como consecuencia de la sentencia del Comité Judicial del Consejo Privado en el caso Long contra el Obispo de Ciudad del Cabo, Blake ofreció un dictamen jurídico a Benjamin Cronyn (entonces Obispo de la Diócesis Anglicana de Huron) sobre la legalidad de la convocatoria de un Sínodo Provincial de las distintas Diócesis de la Provincia Eclesiástica de Canadá por Francis Fulford (entonces Obispo de Montreal y Metropolitano de Canadá).  
También fue Rector de la Universidad de Toronto desde 1876 a 1900.

## Archivos
Los documentos personales y familiares de Edward Blake se encuentran en los Archivos de Ontario, y la mayoría de estos registros se recibieron en préstamo indefinido de la biblioteca de la Universidad de Toronto en junio de 1952. También hay archivos de Edward Blake en la Universidad de Toronto y en la Biblioteca y Archivos de Canadá.